# San Giovanni Battista dei Genovesi
San Giovanni Battista dei Genovesi ou Igreja de São João Batista dos Genoveses é uma igreja de Roma localizada no rione Trastevere. É a igreja regional de Gênova na cidade.
A igreja foi construída entre 1481 e 1492 pelo rico genovês Meliaduce Cicala, tesoureiro da Camera Apostolica, como anexo ao hospital para marinheiros genoveses perto do Porto di Ripetta, no rio Tibre. Em 1533, a Confraternidade dos Genoveses foi fundada para administrar a igreja e o hospital, que funcionou até meados do século XVIII.
A igreja foi reconstruída em 1737 e teve uma abside acrescentada à sua fachada. Uma nova reforma em meados do século XIX alterou novamente a fachada e redesenhou todo o inteior. 
Em 1890, a confraterinidade foi rebatizada como "Opera Pia".